# Argonne (metrostation)
Argonne is een metrostation in de Italiaanse stad Milaan.